# Deutsche Cadre-45/2-Meisterschaft 1925

Veranstaltungsort: Münster

Die Deutsche Cadre-45/2-Meisterschaft 1925 war eine Billard-Turnierserie und fand vom 17. bis 19. April 1925 in Münster zum siebten Mal statt.

## Geschichte
Wieder einmal ungeschlagen wurde Albert Poensgen zum siebten Mal in Folge Deutscher Meister im Cadre 45/2. Er verbesserte in Münster auch seinen eigenen deutschen Rekord in der Höchstserie (HS) von 153, aufgestellt 1923 in Frankfurt am Main, auf 192. Zum ersten Mal belegte der Solinger Otto Unshelm Platz zwei. Nach Platz zwei im Jahr 1923 wurde der Aachener Carl Foerster diesmal Dritter.

## Turniermodus
Das ganze Turnier wurde im Round-Robin-System bis 500 Punkte ohne Nachstoß gespielt. Bei MP-Gleichstand wurde in folgender Reihenfolge gewertet:
1. MP = Matchpunkte
2. GD = Generaldurchschnitt
3. HS = Höchstserie

## Abschlusstabelle
| MP    | Match Points (Sieger = 2; Unentschieden = 1; Verlierer = 0) |
| Pkte. | Erzielte Karambolagen                                       |
| Aufn. | Benötigte Versuche                                          |
| GD    | Generaldurchschnitt                                         |
| BED   | Bester Einzeldurchschnitt eines Spielers                    |
| HS    | Höchstserie                                                 |
|       | Bester GD des Turniers                                      |
|       | Bester ED des Turniers                                      |
|       | Beste HS des Turniers                                       |
|       | 1. Platz (Gold)                                             |
|       | 2. Platz (Silber)                                           |
|       | 3. Platz (Bronze)                                           |

| Klassement                 | Klassement                | Klassement | Klassement | Klassement | Klassement | Klassement | Klassement |
| Platz                      | Name                      | MP         | Pkte.      | Aufn.      | GD         | BED        | HS         |
| -------------------------- | ------------------------- | ---------- | ---------- | ---------- | ---------- | ---------- | ---------- |
| 1                          | Albert Poensgen (Berlin)  | 8:0        | 2000       | 121        | 16,52      | 21,73      | 192        |
| 2                          | Otto Unshelm (Solingen)   | 6:2        | 1810       | 187        | 9,67       | 11,90      | 70         |
| 3                          | Carl Foerster (Aachen)    | 4:4        | 1732       | 145        | 11,94      | 12,82      | 70         |
| 4                          | Albert Herbing (Erfurt)   | 2:6        | 1887       | 166        | 11,36      | 14,70      | 90         |
| 5                          | Hans Rinnebach (Hannover) | 0:8        | 1090       | 162        | 6,72       | –          | 48         |
| Turnierdurchschnitt: 10,90 |                           |            |            |            |            |            |            |